# 沟北街道
沟北街道是中国黑龙江省鹤岗市兴山区下辖的一个街道。